# Curtis Hasselbring
Curtis Hasselbring (* 1965) ist ein Jazzposaunist (auch Gitarrist) und Komponist des Modern Creative.

## Leben und Wirken
Curtis Hasselbring, der im Mittleren Westen aufwuchs, studierte von 1985 bis 1988 am New England Conservatory of Music und spielte zunächst im Either/Orchestra und ab 1987 im Quintett von Charlie Kohlhase. In den 1990er Jahren konzentrierte er sich zunächst auf eine Tenniskarriere, bevor er ein Masterstudium an der Rutgers University absolvierte. Daneben arbeitete er u. a. mit Andrew D’Angelo, Benny Carter, Anthony Coleman, Satoko Fujii, Jerry Granelli, Tom Harrell, Bobby Previte und Josh Roseman; außerdem wirkte er bei Produktionen der Formationen Medeski, Martin & Wood, der Jazz Passengers und des Zoanthropic Orchestra mit. In den 2000er Jahren gehörte er der Klezmer-Band Golem und Frank Londons Klezmer Brass Allstars an. Ferner gründete er 2004 mit Chris Speed, Trevor Dunn und John Hollenbeck sein Ensemble The New Mellow Edwards, mit dem er bislang zwei Alben mit eigenen Kompositionen vorlegte; ein weiteres Bandprojekt ist Decoupage (mit Mary Halvorson, Matt Moran, Satoshi Takeishi). Auch leitet er das Curha-chestra. 2012 spielte er auch im Trio mit Oscar Noriega und Tom Rainey. Zu hören ist er auch auf 
Jeff lederers Album Guilty!!! (2024).

## Diskographische Hinweise
- The New Mellow Edwards (Skirl Records, 2006)
- Big Choantza (Skirl, 2009), mit Trevor Dunn, Chris Speed, John Hollenbeck
- Number Stations (2013)